# Basavanahalli, Alur
Basavanahalli là một làng thuộc tehsil Alur, huyện Hassan, bang Karnataka, Ấn Độ.